# Duosperma trachyphyllum
Duosperma trachyphyllum är en akantusväxtart som först beskrevs av Arthur Allman Bullock, och fick sitt nu gällande namn av William Adams Dayton. Duosperma trachyphyllum ingår i släktet Duosperma och familjen akantusväxter. Inga underarter finns listade i Catalogue of Life.